# Sköltjärnen
Sköltjärnen är en sjö i Norbergs kommun i Västmanland och ingår i Dalälvens huvudavrinningsområde. Sjön är 11 meter djup, har en yta på 0,03 kvadratkilometer och befinner sig 156 meter över havet.